# Оулу (ляні)
Губернія Оулу, або Улеаборзька губернія (фін. Oulun lääni, швед. Uleåborgs län) — одна з губерній Фінляндії в період з 1775 по 2009 роки.

## Географія
Розташовувалася в центральній частині Фінляндії та межувала на півночі з губернією Лапландія, на південному заході — з губернією Західна Фінляндія, на південному сході — з Східної Фінляндією, на сході — з Республікою Карелія Російської Федерації, на заході омивається водами Ботничної затоки Балтійського моря.
Адміністративним центром було місто Оулу.

## Історія
Спочатку губернія була утворена 1775 року, коли Велике герцогство Фінляндське входило до складу Швеції. губернія виникла під час поділу лена Остроботнія на два менших: Васа (швед. Vasa län) та Улеоборг (швед. Uleåborgs län).

### У Великому князівстві Фінляндському

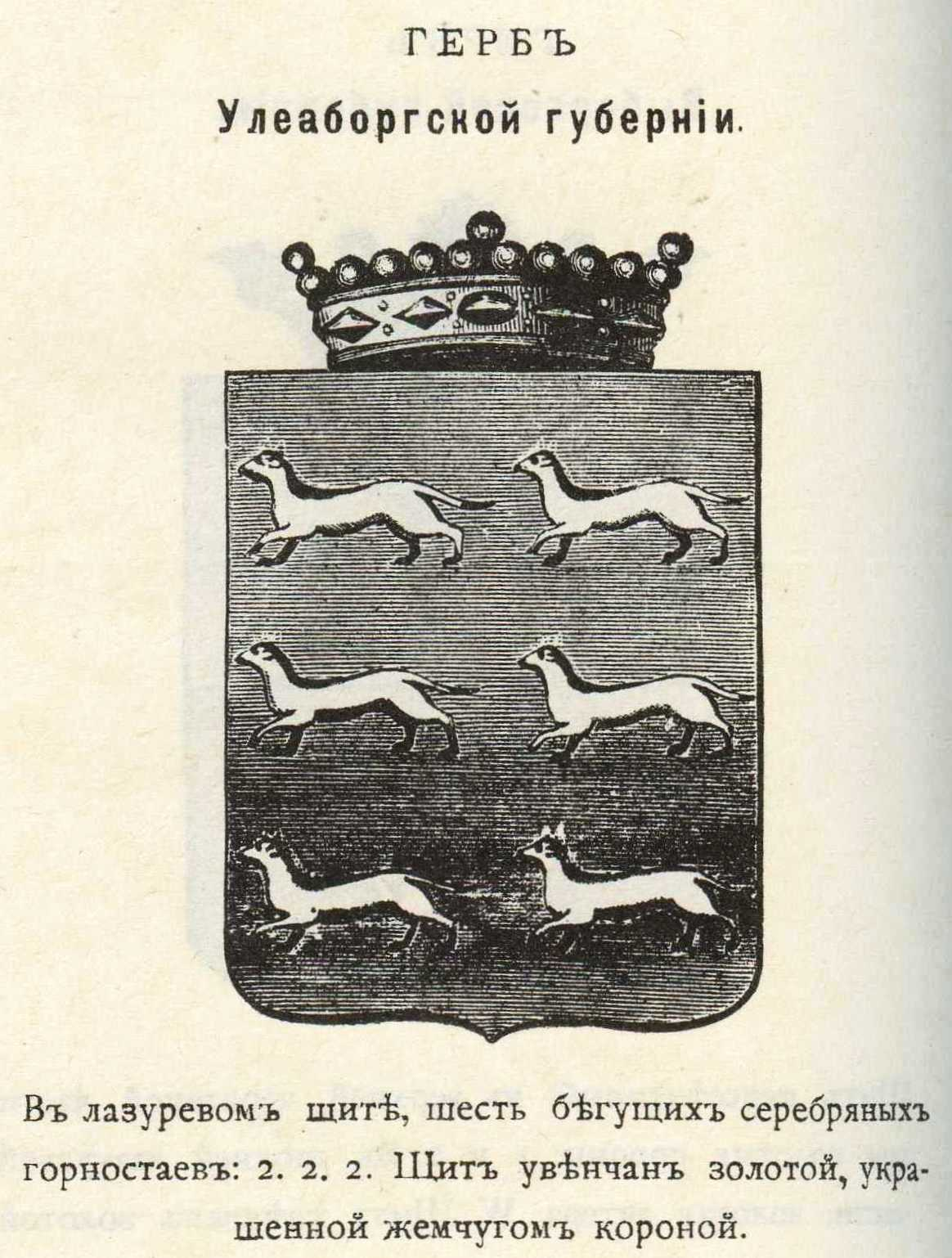
Герб губернії у 1899 — горностаї

Після Фінської війни 1808—1809 років за умовами Фрідріхсгамского мирного договору вся Фінляндія (включаючи Аландські острови) відійшла до Росії.
1811 року була утворена Улеаборзька губернія Великого князівства Фінляндського, межувала на заході з Норвегією. Адміністративним центром залишився губернське місто Оулу.
Губернія займала частину історичних областей Естерботнії та Вестерботнії, а також фінську Лапландію. В адміністративному відношенні губернія була поділена на 6 повітів:
- Салоський/прихід Сало
- Гапавесіський/прихід Хаапаярві
- Каянаський/прихід Каяна
- Улеоський/прихід Улео
- Кеміський/прихід Кемі
- Лапмарцький/прихід Лаппмаркен

На 1900 рік площа губернії становила 165 641 км ² (44 % від усього князівства), а чисельність населення — 299 450 чоловік.
У фізико-географічному відношенні губернія являла собою територію, прорізану гірськими хребтами, усіяні пагорбами та скелями, багату озерами, річками та лісами.
Сільськогосподарське виробництво та землеробство були розвинені слабо і мали місце лише в південній частині губернії. Вирощували ячмінь, жито, картоплю.
З промислів були розвинені смолокурення (у 1850—1870-х роках була найбільшим центром в великому князівстві Фінляндському) та рибне господарство. було розвинено полювання, особливона хутряного звіра, насамперед горностая (звідси цей звір на гербі губернії).
Північна частина Улеаборзької губернії, Лапландія, перебуваючи за межами полярного кола, була населена лише лопарями (близько 1,5 тис. осіб), а з виробництв було розвинене оленярство та лісозаготівлі; біля річки Іволайокі (в Лапландії) видобувалося золото.
Торговий флот у 1900 році нараховував 25 вітрильних і 43 парових судна. діяли залізничні лінії Сейняйокі — Гамла-Карлебю — Улеаборг (з 1886 року), Лаппі — Брагестад (1900 рік), Улеаборг — Торнео (1903 рік), Ісалмі — Каяна (1904 рік), Лаура — Рованіємі (1909 рік).
На 1905 рік в Улеаборзькій губернії проживало 295 187 людина, менш 9 % з якого становили жителі міст. У національному відношенні фіни становили понад 93 % від загального числа жителів губернії.

### У незалежній Фінляндії

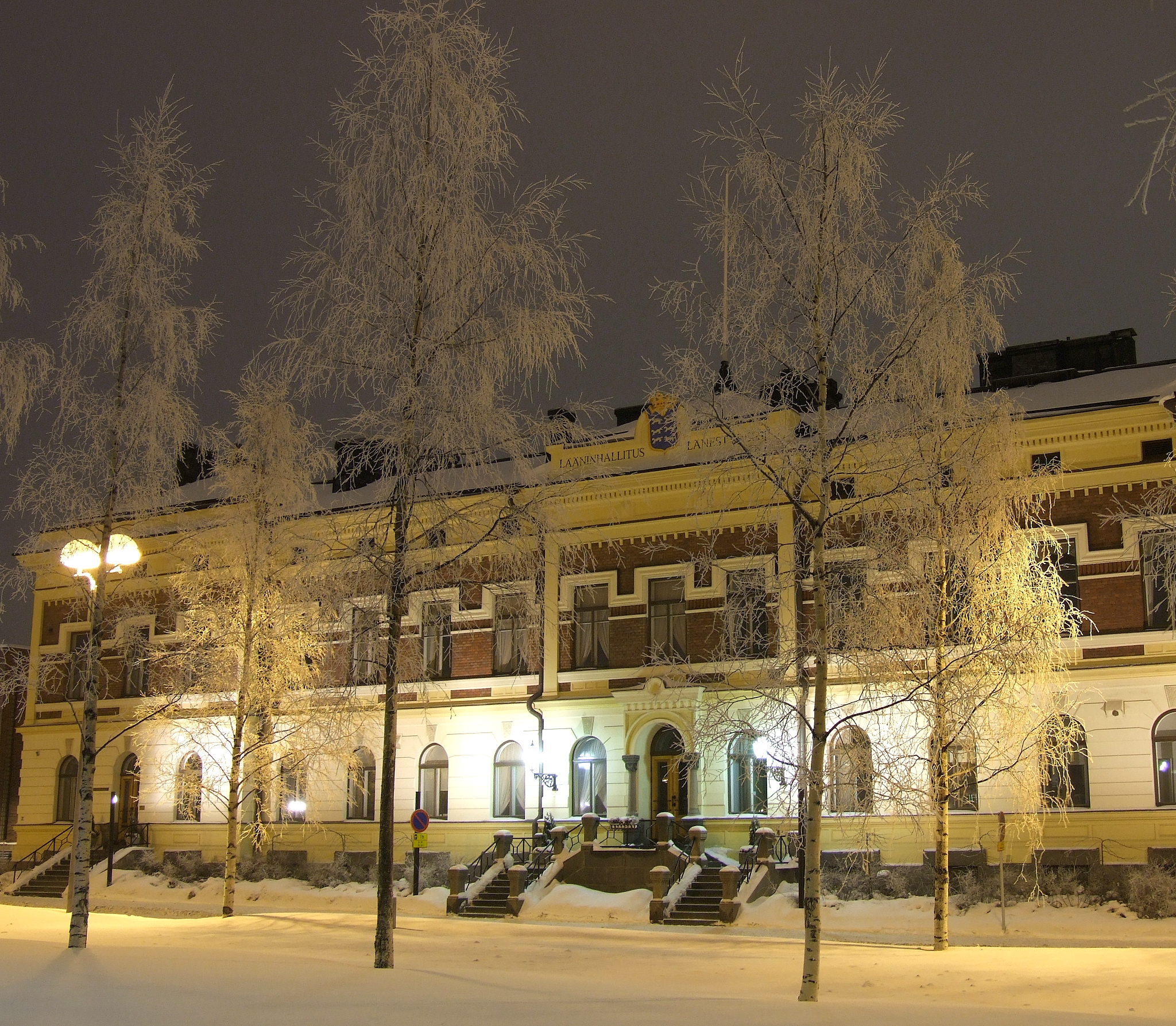
Будинок управління губернії Оулу і резиденція губернатора

Після здобуття Великим князівством Фінляндським незалежності, 1922 року до Улеаборзької губернії була приєднана Печенга.
1938 року з губернії Оулу була виділена окрема губернія Лапландія. Під час війн з Радянським Союзом у 1939—1940 роках і 1941—1944 років губернія було місцем запеклих боїв. В результаті було втрачено частина повіту Куусамо (1940 рік) і регіон Петсамо  (1944 рік).
Після адміністративної реформи 1997 року кілька громад були об'єднані (Паттійокі, Теммес, Куйваніемі, Рууккі, Вуолійокі та Юлікіімінкі). Крім того з 2009 року громади Кестіля, Пііппола, Пулккіла та Рантсіла були об'єднані в громаду Сіікалатва.
Губернія Оулу включала в себе дві провінції:
- Північна Пох'янмаа
- Кайнуу

1 січня 2010 року губернії в Фінляндії були скасовані. було створено Агентство регіонального управління Фінляндії.